# El Mariachi – A zenész
Az El Mariachi – A zenész (El Mariachi) egy 1992-ben bemutatott amerikai–mexikói film az akkor még kezdő filmes, Robert Rodriguez rendezésében, mely az ún. Mariachi-trilógia első része.

## Elkészítése
A film alacsony költségvetése ellenére rendkívül sikeres volt, és ösztönözte a fiatal filmkészítőket és producereket, hogy kis költségvetéssel is lehet sikeres produkciót készíteni.
A filmet Mexikóban forgatták egy coahuilai határváros, Ciudad Acuña közelében. Rodriguez elsősorban amatőr színészeket szerepeltetett az alacsony, mindössze 7000 dolláros költségvetéssel készült filmjében. A produkciót eredetileg csak a videópiacra szánták, de az amerikai Columbia Pictures stúdiónak annyira megtetszett, hogy segítettek Rodrigueznek Amerikában és a többi országban is népszerűsíteni a filmet. A stúdiónál gondoskodtak róla, hogy a film 35 mm-es legyen, mivel Rodriguez eredetileg 16 mm-es filmet akart készíteni. Továbbá gondoskodtak a marketingkampányról és végül úgy döntöttek, hogy pénzelik a trilógia további két részét, a Desperadót és a Volt egyszer egy Mexikót.
- Gitárral a kezében érkezett. Nem kereste a bajt. A baj kereste meg őt.

## Cselekmény
|  | Alább a cselekmény részletei következnek! |

El Mariachi, a zenész a mexikói kisvárosba, Acuñába érkezik, azt remélve, itt végre munkát talál. Egyetlen célja van: zenélni szeretne, hogy folytathassa ősei mesterségét. Eközben a börtönből frissen szökött elítélt, Azul bosszút esküszik korábbi üzleti partnere, a nagy hatalmú Moco ellen. Moco figyelmezteti embereit, hogy ellenfele mindig fekete ruhát visel és egy gitártokban hordja magával fegyvereit, ám Azul és El Mariachi véletlenül összecseréli a gitártokjait és a bérgyilkosok a zenészt veszik üldözőbe.
Önvédelemből a zenész négy emberrel végez, majd egy Domino nevű nő kocsmájában talál menedéket, akivel hamar egymásba szeretnek. Nemsokára El Mariachit elfogják és Moco elé viszik, de ő felismerve, hogy nem ő Azul, szabadon engedi. Mindeközben Azul felkeresi Dominót és réveszi, vezesse el őt Moco főhadiszállására. A lány beleegyezik, mert szeretné megmenteni a zenész életét. Mikor megérkeznek, Azul úgy tesz, mintha túszul ejtette volna a lányt. Moco rádöbben, hogy az általa kedvelt Domino nem őt, hanem a zenészt választotta és dühében Azullal és Dominóval is végez. El Mariachi ekkor érkezik a helyszínre, ahol a féltékeny Moco bosszúból átlövi El Mariachi bal kezét, hogy ne zenélhessen többet. A zenész egy földön heverő pisztollyal váratlanul agyonlövi Mocót, így megtorolva szerelme halálát – Moco emberei, mivel nem különösebben kedvelték főnöküket, ezután hagyják szabadon távozni a férfit.
El Mariachi, miután zenészi pályafutása sérülése miatt derékba tört, az Azul fegyvereit rejtő gitártokkal elhagyja a várost...
|  | Itt a vége a cselekmény részletezésének! |

## Szereposztás
| Karakter            | Színész           | Magyar hang       |
| ------------------- | ----------------- | ----------------- |
| El Mariachi         | Carlos Gallardo   | Rudolf Péter      |
| Domino              | Consuelo Gómez    | Szabó Gabi        |
| Bigotón             | Jaime de Hoyos    | Csendes Olivér    |
| Mauricio, a Mocsok  | Peter Marquardt   | Haás Vander Péter |
| Azul                | Reinol Martinez   | Hankó Attila      |
| Cantinero           | Ramiro Gómez      | Rosta Sándor      |
| Hotelportás         | Jesús López       | Ujlaki Dénes      |
| Domino asszisztense | Luis Baró         | Galbenisz Tomasz  |
| A fiú               | Oscar Fabila      |                   |
| Azul embere         | Poncho Ramón      |                   |
| Azul embere         | Fernando Martínez |                   |
| Testőr              | Manuel Acosta     |                   |
| Börtönőr            | Walter Vargas     |                   |
| Börtönőr            | Roberto Martínez  |                   |
| Testőrnő            | Virgen Delgado    |                   |

## Díjak
A film több nemzetközi díjat nyert, és a Cannes-i fesztiválon hasonló fogadtatásban részesült, mint a Ponyvaregény, Rodriguez pedig bejárta a világot, hogy népszerűsítse a produkciót. A legkülönfélébb premiereken és interjúkon volt jelen, ami elősegítette, hogy a neve világszerte ismert legyen.
- Sundance-i Film Fesztivál (1993)
  - díj: közönségdíj – Robert Rodriguez
  - jelölés: a nagyzsűri díja – Robert Rodriguez
- Independent Spirit Awards (1994)
  - díj: legjobb első film – Robert Rodriguez, Carlos Gallardo
  - jelölés: legjobb rendező – Robert Rodriguez
- Deauville-i Film Fesztivál (1994)
  - díj: közönségdíj – Robert Rodriguez
  - jelölés: kritikusok díja – Robert Rodriguez

## Érdekességek
- Rodriguez úgy szerezte meg a 7000 dolláros költségvetés felét, hogy önként jelentkezett klinikai gyógyszerkísérletekre Texasban.[4]
- A lőfegyver, amit a DVD-borítón Mariachi tart a kezében, egy hangtompítóval felszerelt Ingram MAC–10-es géppisztoly.
- A DVD audiokommentárjában Rodriguez elmondja, hogy azok a petárdák, amiket a lövöldözős jelenetekben használtak, egyszerű óvszerek voltak, amiket hamis vérrel töltöttek meg.
- A Moco név nem csak ebben a filmben jelenik meg, a Volt egyszer egy Mexikóban is szerepel, ott Mocónak hívták Mickey Rourke kutyáját.